# ジョナサン・バーネット
ジョナサン・バーネット（Jonathan Barnett、1950年1月28日 - ）は、イングランド出身のFIFA公認代理人（スポーツエージェント）である。

## 来歴
ロンドンのスポーツマネジメント会社「Stellar Group」（ステーラー・グループ）の共同創立者で現会長。
2006年、物議を醸したアシュリー・コールのチェルシーFC移籍で名が知れ渡る。
2013年には当時の史上最高額でガレス・ベイルのレアル・マドリード移籍を成立させ、確固たる地位を築くに至る。
顧客140選手のトータル市場価格3億7000万ユーロ（約518億円）で世界第4位（ドイツの移籍情報サイト『トランスファーマルクト』による）と言われており、2019年10月にはアメリカの経済誌「フォーブス」が発表した『The World’s Most Powerful Sports Agents 2019』で、同業のジョルジュ・メンデス（3位）とミノ・ライオラ（5位）を抑え、1位に選ばれている。
顧客には、母国であるイギリス出身選手が多い。

## 主なクライアント

### 主な所属選手
| - エドゥアルド・カマヴィンガ (現レアル・マドリード) - サウール・ニゲス (現アトレティコ・マドリード) - キーラン・トリッピアー (現ニューカッスル・ユナイテッドFC) - ジョー・ハート (現セルティックFC) - ダニエル・ジェームズ (現リーズ・ユナイテッドFC) - ルーク・ショー (現マンチェスター・ユナイテッドFC) - ベン・チルウェル (現チェルシーFC) - ルーベン・ロフタス＝チーク (現チェルシーFC) - メイソン・マウント (現マンチェスター・ユナイテッドFC) - ヴォイチェフ・シュチェスニー (現FCバルセロナ) - ジャック・グリーリッシュ (現マンチェスター・シティFC) - イブラヒマ・コナテ (現リヴァプールFC) - ラファエル (現ボタフォゴFR) - ヨアキム・アンデルセン (現クリスタル・パレスFC) - フセム・アワール (現オリンピック・リヨン) | - グレン・ジョンソン (現ストーク・シティFC) - スコット・シンクレア (現セルティックFC) - フィル・ジャギエルカ (現シェフィールド・ユナイテッドFC) - マキシ・ゴメス (現バレンシアCF) - ジョーダン・ピックフォード (現エヴァートンFC) - ルイス・ダンク (現ブライトン) - ルイス・クック (現AFCボーンマス) - キーラン・ティアニー (現アーセナルFC) - スティーヴン・ネイスミス (現ハーツ) - ギルフィ・シグルズソン (現エヴァートンFC) - グジェゴシュ・クリホビアク (現FCロコモティフ・モスクワ) - セドリック・バカンブ (現北京中赫国安) - 中井卓大（現レアル・マドリーフベニールB） |

### 現役引退した所属選手
- アシュリー・コール
- ピーター・クラウチ
- リチャード・ライト
- トニー・ヒバート
- コロ・トゥーレ
- シルヴァン・ディスタン
- ガレス・ベイル